# Ulomyia undulata
Ulomyia undulata är en tvåvingeart som först beskrevs av Tonnoir 1919.  Ulomyia undulata ingår i släktet Ulomyia och familjen fjärilsmyggor. Inga underarter finns listade i Catalogue of Life.